# Ото VII фон Орламюнде-Лауенщайн
Ото VII/X фон Орламюнде-Лауенщайн (VIII/X) (на немски: Otto VII (VIII/X) Graf von Orlamunde; † 1403/ между 25 февруари 1404 и 28 април 1405 в Лудвигсщат)) е граф на Орламюнде, господар на Лауенщайн, Лихтенберг, Магдала, Грефентал и Шауенфорст.
Той е син на граф Фридрих II фон Орламюнде-Лауенщайн († 1368) и съпругата му София фон Шварцбург-Бланкенбург († 1392), разведена 1357 г. от граф Георг I фон Кефернбург-Илменау († 1376), дъщеря на германския крал Гюнтер XXI фон Шварцбург-Бланкенбург († 1349) и съпругата му Елизабет фон Хонщайн-Клетенберг († 1380), дъщеря на граф Хайнрих IV фон Хонщайн-Клетенберг. Внук е на граф Ото VIII (VII) фон Ваймар-Орламюнде († 1334) и Хелена фон Цолерн-Нюрнберг († ок. 1374). Майка му София фон Шварцбург се омъжва трети път сл. 1368 г. за граф Хайнрих XI фон Щолберг († 1377/78) и четвърти път 1377 г. за Йохан II фон Шварцбург-Вахсенбург (1327 – 1407).
Брат е на Херман фон Ваймар-Орламюнде († ок. 20 март 1432), каноник, вице-дякон във Вюрцбург (1411).

## Фамилия
Ото VII фон Орламюнде-Лауенщайн се жени пр. 8 юли 1395 г. за Луитгард фон Гера († между 16 май 1399 и 18 август 1415), дъщеря на фогт Хайнрих V фон Гера († 1377) и Мехтилд фон Кефернбург († 1375/1376). Те имат децата:
- Елизабет фон Орламюнде († сл. 15 юни 1449), омъжена за граф Хайнрих XXIII фон Шварцбург († сл. 10 октомври 1410)
- Вилхелм I фон Орламюнде († между 15 октомври 1450 и 3 март 1460), господар на Лауенщайн и Шаунфорст, женен пр. 14 март 1427 г. за Катарина фон Бланкенхайн († ок. 1411/1427), вдовица на граф Хайнрих VII фон Глайхен-Хаймбург († 1415), дъщеря на Лудвиг фон Бланкенхайн († сл. 1411) и Анна фон Шьонбург-Кримихау († сл. 1370)
- Зигизмунд фон Орламюнде († 2 юли 1447, погребан в Хоф), господар на Лихтенберг и Магдала
- Хелена фон Орламюнде († сл. 1455), абатиса на „Св. Клара“ в Хоф (1425 – 1455)
- Анна фон Орламюнде († сл. 1455), монахиня в „Св. Клара“ в Хоф (1437 – 1455)
- Ото VIII фон Орламюнде († ок. 30 март 1460), господар на Грефентал и Лихтентане, женен сл. 1415 г. за Агнес фон Байхлинген († сл. 1422), вдовица на Хайнрих фон Бланкенхайн († сл. 1415), дъщеря на граф Хайнрих IV фон Байхлинген 'Стари' († 1386) и София фон Регенщайн († ok. 1366)